# Kup maršala Tita 1962./63.
Kup maršala Tita 1962./63., također poznat kao Kup Jugoslavije u nogometu 1962./63., bila je šesnaesta sezona Kupa Jugoslavije u nogometu nakon Drugog svjetskog rata.

U kvalifikacijama koje su provodili republički savezi sudjelovalo je 2383 ekipa; 32 ekipe došle su do stvarnog kupa (pod upravom FSJ), koji se igrao od 16. prosinca 1962. do 26. svibnja 1963.
Trofej je osvojio zagrebački Dinamo koji je u finalu savladao splitski Hajduk. Zagrepčanima je to bio treći naslov u ovom natjecanju.

Zahvaljujući uspjehu, Dinamo je igrao u Kupu pobjednika kupova 1963./64.

## Turnir
Od 32 momčadi koje su ušle u završnicu kupa, osam prvoligaša i drugoligaša izborilo je plasman u osminu finala.

U šesnaestini finala ispali su Partizan koji je poražen u Splitu, Željezničar koji je na Grbavici poražen od drugoligaša Srema i Sarajevo koje je izgubilo od Vardara na Koševu. Ni Radnički iz Niša ni Rijeka nisu se mogli nositi sa Šibenikom i Mariborom, svaki na svom terenu.

Nakon osmine finala ostala su tri prvoligaša: Dinamo, Hajduk, Vojvodina i drugoligaš Sutjeska.
Vojvodina i Crvena zvezda u Novom Sadu nisu uspjeli postići pogodak ni nakon 120 minuta igre. Vojvodina je dobila 4:1 na jedanaesterce

U obje polufinalne utakmice pobjednici nisu izborili status u regularnom vremenu, pa ni u produžecima. U Novom Sadu, u susretu Vojvodine i Hajduka, rezultat je i nakon produžetaka ostao nepromijenjen. Hajdukovci su se ovoga puta pokazali boljim izvođačima penala pa je rezultat bio 5:3 za njih.

A u Nikšiću, u susretu Sutjeske i Dinama, ni nakon produžetaka nije postignut niti jedan pogodak. Dinamo je bio precizniji kod izvođenja jedanaesteraca i slavio 4:2.

Hajduk treći put nije imao sreće u finalu. Dinamo ga je uvjerljivo pobijedio s 4:1 i po drugi put osvojio kup.

## Sudionici
Sudjelovalo je 2383 ekipa. Zabilježeno je da je Maksimir tijekom ožujka 1962. u 1. kolu pobijedio Budućnost 8:3, u 2. kolu Dubravu 4:2, a da je u 3. kolu izgubio 0:1 od Chromosa. Također je zabilježeno da je u rujnu 1962. u 1. kolu izgubio 3:2 u produžetcima od druge momčadi Zagreba. Sljedeće 32 ekipe plasirale su se u završni dio:
| rang         | Slovenija                      | Hrvatska                                             | Bosna i Hercegovina                                     | Srbija                                   | Srbija                                                  | Srbija               | Crna Gora            | Makedonija |
| rang         | Slovenija                      | Hrvatska                                             | Bosna i Hercegovina                                     | Vojvodina                                | Središnja Srbija                                        | Kosovo               | Crna Gora            | Makedonija |
| ------------ | ------------------------------ | ---------------------------------------------------- | ------------------------------------------------------- | ---------------------------------------- | ------------------------------------------------------- | -------------------- | -------------------- | ---------- |
| 1. rang      |                                | - Dinamo Zagreb - Hajduk Split - Rijeka              | - Sarajevo - Sloboda Tuzla - Velež Mostar - Željezničar | - Novi Sad - Vojvodina                   | - OFK Beograd - Crvena zvezda - Partizan - Radnički Niš |                      | - Budućnost          |            |
| 2. rang      | - Maribor - Olimpija Ljubljana | - Karlovac - Šibenik - Slavonija Osijek - Trešnjevka | - Borac Banja Luka - Čelik Zenica - Rudar Kakanj        | - Proleter Zrenjanin - Srem S. Mitrovica | - Radnički Beograd                                      |                      | - Sutjeska           | - Vardar   |
| Niži rangovi |                                |                                                      |                                                         |                                          | - Mladenovac                                            | - Rudar K. Mitrovica | - Jedinstvo B. Polje | - Pobeda   |

## Šesnaestina završnice
Utakmice odigrane 16. prosinca 1962.
| Domaći sastav               |   | Gostujući sastav           | Rezultat    |
| --------------------------- | - | -------------------------- | ----------- |
| Hajduk (Split)              | – | Partizan (Beograd)         | 3:1         |
| RFK Novi Sad (Novi Sad)     | – | Trešnjevka (Zagreb)        | 1:0         |
| Olimpija (Ljubljana)        | – | Budućnost (Titograd)       | 2:4         |
| Rudar (Kakanj)              | – | Dinamo (Zagreb)            | 0:4         |
| Radnički (Beograd)          | – | Vojvodina (Novi Sad)       | 0:1         |
| Proleter (Zrenjanin)        | – | Borac (Banja Luka)         | 2:3         |
| NK Maribor (Maribor)        | – | NK Rijeka (Rijeka)         | 3:0         |
| Slavonija (Osijek)          | – | Velež (Mostar)             | 1:0         |
| NK Karlovac (Karlovac)      | – | OFK Beograd (Beograd)      | 0:1         |
| NK Šibenik (Šibenik)        | – | Radnički (Niš)             | 3:1 (prod.) |
| Željezničar (Sarajevo)      | – | Srem (Srijemska Mitrovica) | 2:5 (prod.) |
| FK Sarajevo (Sarajevo)      | – | Vardar (Skoplje)           | 2:4         |
| Sloboda (Tuzla)             | – | Rudar (Kosovska Mitrovica) | 2:1 (prod.) |
| Jedinstvo (Bijelo Polje)    | – | Sutjeska (Nikšić)          | 0:1         |
| OFK Mladenovac (Mladenovac) | – | Čelik (Zenica)             | 2:6         |
| Pobeda (Prilep)             | – | Crvena zvezda (Beograd)    | 2:8         |

## Osmina završnice
Utakmice odigrane 17. veljače 1963. godine.
| Domaći sastav              |   | Gostujući sastav        | Rezultat    |
| -------------------------- | - | ----------------------- | ----------- |
| Borac (Banja Luka)         | – | Čelik (Zenica)          | 1:2         |
| Sutjeska (Nikšić)          | – | Slavonija (Osijek)      | 4:2         |
| Dinamo (Zagreb)            | – | Sloboda (Tuzla)         | 3:0 (prod.) |
| Vardar (Skoplje)           | – | Budućnost (Titograd)    | 2:1         |
| OFK Beograd (Beograd)      | – | Vojvodina (Novi Sad)    | 0:1         |
| Crvena zvezda (Beograd)    | – | NK Šibenik (Šibenik)    | 4:2         |
| Srem (Srijemska Mitrovica) | – | RFK Novi Sad (Novi Sad) | 4-0         |
| Hajduk (Split)             | – | NK Maribor (Maribor)    | 2:0 (prod.) |

## Četvrtzavršnica
Utakmice odigrane 24. veljače 1963. godine
| Domaći sastav              |   | Gostujući sastav        | Rezultat               |
| -------------------------- | - | ----------------------- | ---------------------- |
| Čelik (Zenica)             | – | Sutjeska (Nikšić)       | 0:1                    |
| Dinamo (Zagreb)            | – | Vardar (Skoplje)        | 2:1                    |
| Vojvodina (Novi Sad)       | – | Crvena zvezda (Beograd) | 0:0 (prod.) (4:2 pen.) |
| Srem (Srijemska Mitrovica) | – | Hajduk (Split)          | 1:4                    |

## Poluzavršnica
Utakmice odigrane 2. svibnja 1963. godine.
| Domaći sastav        |   | Gostujući sastav | Rezultat               |
| -------------------- | - | ---------------- | ---------------------- |
| Sutjeska (Nikšić)    | – | Dinamo (Zagreb)  | 0:0 (prod.) (2:4 pen.) |
| Vojvodina (Novi Sad) | – | Hajduk (Split)   | 2:2 (prod.) (5:7 pen.) |

## Završnica

### Susret
| 26. svibnja 1963.             |             |              |                                                                                  |
| Dinamo Zagreb                 | 4:1         | Hajduk Split | Stadion JNA, Beograd Broj gledatelja: 30.000 Sudac: Konstantin Zečević (Beograd) |
| Zambata 65' 79' 81' Braun 68' | (izvještaj) | 35' Anković  | Stadion JNA, Beograd Broj gledatelja: 30.000 Sudac: Konstantin Zečević (Beograd) |

| Dinamo | Hajduk |

| DINAMO ZAGREB:   |  |                 |  |
|                  |  |                 |  |
| G                |  | Zlatko Škorić   |  |
| B                |  | Mirko Braun     |  |
| B                |  | Zlatko Bišćan   |  |
| B                |  | Rudolf Belin    |  |
| B                |  | Vlatko Marković |  |
| V                |  | Željko Perušić  |  |
| V                |  | Zdenko Kobeščak |  |
| V                |  | Stjepan Lamza   |  |
| V                |  | Željko Matuš    |  |
| N                |  | Tomislav Knez   |  |
| N                |  | Slaven Zambata  |  |
| Trener:          |  |                 |  |
| Milan Antolković |  |                 |  |

| HAJDUK SPLIT:     |  |                   |  |
|                   |  |                   |  |
| G                 |  | Ante Jurić        |  |
| B                 |  | Pave Garov        |  |
| B                 |  | Vinko Cuzzi       |  |
| B                 |  | Marin Kovačić     |  |
| B                 |  | Stjepan Ilić      |  |
| V                 |  | Miroslav Brkljača |  |
| V                 |  | Ivan Hlevnjak     |  |
| V                 |  | Andrija Anković   |  |
| V                 |  | Zvonko Bego       |  |
| N                 |  | Zlatko Papec      |  |
| N                 |  | Veljko Zuber      |  |
| Trener:           |  |                   |  |
| Florijan Matekalo |  |                   |  |

## Poveznice
- Prva savezna liga 1962./63.
- Druga savezna liga 1962./63.
- 3. ligaški rang 1962./63.

## Vanjske poveznice
- RSSSF
- Jugoslavija - Detalji finala Kupa 1947.-2001
- exyufudbal.in.rs
- lavkup.com
- bihsoccer.com